# بروس بایرون
بروس بایرون (انگلیسی: Bruce Byron؛ زادهٔ ۱۳ مارس ۱۹۵۹) بازیگر اهل انگلستان است.
از فیلم‌ها یا برنامه‌های تلویزیونی که وی در آن نقش داشته است می‌توان به پزشک‌ها، آخرین چاره و بازگشت مومیایی اشاره کرد.